# .cz
.cz es el dominio de nivel superior geográfico (ccTLD) para República Checa.